# Список графов и герцогов Вандома
Вандом — графство, а позже герцогство во Франции. Первым известным графом Вандома был Бушар Ratepilate. С течением времени графство Вандом по пресечении мужской линии переходило из одного рода в другой посредством браков на наследницах. В 1372 графство оказалось во владении младшей ветви Дома Бурбонов. В 1514 году графство Вандом было возведено в герцогство-пэрство. В 1589 году Генрих IV, бывший среди прочего и герцогом Вандома, взошёл на французский престол и герцогство было включено в состав королевского домена. В 1598 году он создал герцогство Вандом, уже на правах апанажа, для своего незаконного сына Сезара, потомки которого и владели этим герцогством вплоть до исчезновения прямой мужской линии в 1727 году.

Графство Вандом на карте Франции 1328 года

## Бушариды
- ок. 930—956/967 : Бушар Ратепилат

- 956/967-1005 : Бушар I Почтенный, граф Вандома; назначен Гуго Капетом графом Парижским; через брак становится графом де Корбей и шателеном замка Мелюн

жена Елизавета, вдова графа Эмона де Корбей
- 1005—1017 : Рено (ум. около 1017), канцлер (988), епископ Парижский (991), граф Парижа (1005—1017), сын предыдущего

## Неверский дом
- 1017—1023 : Бодон, граф Вандома (ум. 1023)
жена — Адель де Вандом-Анжу, дочь Фулька III, графа Анжуйского и Елизаветы де Вандом (дочери Бушара I и Елизаветы Мелюнской).
- 1023—1028 : Бушар II Лысый, граф де Вандом (ум. 1028), сын предыдущего.
  - 1023—1027 : опекун Фульк Нерра, граф Анжуйский
- 1028—1032 : Адель де Вандом-Анжу, мать предыдущего, и
Фульк Гусёнок, граф де Вандом (ум. 1066), брат предыдущего

## 1-я Анжуйская династия
- 1032—1056 : Жоффруа I Мартел, граф Анжуйский и Вандомский

## Неверский дом
- 1056—1066: Фульк Гусёнок, граф де Вандом (ум. 1066), вторично
- 1066—1085: Бушар III Молодой, граф де Вандом, сын предыдущего
  - 1066—1075: опекун Гюи де Невер, сеньор Нуастре, кузен Бушара III

## Дом Прёйи
- 1085—1102 : Жоффруа II Журден (ум. ок. 1102), сеньор де Прёйи, по браку граф де Вандом (1086—1101), муж Евфросиньи, дочери Фулька Гусенка
- 1102—1137 : Жоффруа III Гризгонель, граф де Вандом (ум. 1137), сын предыдущего
  - 1102—1105 : опекунша Евфросинья де Вандом
- 1137—1180 : Жан I, граф Вандома (1110—1180), сын предыдущего
- 1180—1202 : Бушар IV, граф Вандома (1139—1202), сын предыдущего
- 1202—1211 : Жан II, граф Вандома (ум. 1211), внук предыдущего
  - 1202—1211 : опека Жоффруа де Вандома, сына Жана I
- 1211—1217 : Жан III Духовник, граф Вандома (ум. 1217), сын Бушара IV

## Дом Монтуар
- 1217—1230 : Жан IV де Вандом, сир де Мантуар, граф де Вандом, внук Бушара IV по матери
- 1230—1249 : Пьер де Вандом, граф де Вандом (1200—1249), сын предыдущего
- 1249—1270 : Бушар V де Вандом, граф де Вандом (ум. 1270), сын предыдущего
- 1271—1315 : Жан V де Вандом, граф де Вандом и сеньор де Кастр (ум. 1315), сын предыдущего
- 1315—1354 : Бушар VI де Вандом, граф де Вандом и сеньор де Кастр (ум. 1354), сын предыдущего
- 1354—1364 : Жан VI де Вандом, граф де Вандом и де Кастр (ум. 1364), сын предыдущего
- 1364—1371 : Бушар VII де Вандом, граф де Вандом и де Кастр (ум. 1371), сын предыдущего
- 1371—1372 : Жанна де Вандом, графиня де Вандом и де Кастр (ум. 1372), дочь предыдущего
  - 1371—1372 : опекунша Жанна де Понтье, вдова Жана VI.
- 1372—1403 : Екатерина де Вандом, граф де Вандом и де Кастр (ум. 1411), дочь Жана VI, жена Жана VII де Бурбона

## Дом Бурбонов (Капетинги)

Герб Бурбонов-Вандом

- 1372—1393 : Жан VII де Бурбон (1344—1393), граф де ла Марш с 1361, граф де Вандом и де Кастр по браку с Екатериной де Вандом
- 1403—1446 : Людовик I де Бурбон-Вандом (1376—1446), сын предыдущего
  - 1424—1430 : Роберт Уиллоуби, 6-й барон Уиллоуби де Эрзби (ок. 1385—1452), назначен графом Вандома герцогом Бедфордом (регентом короля Англии Генриха VI) королевской грамотой от 20 сентября 1424, подтверждено 25 мая 1427
- 1446—1477 : Жан VIII де Бурбон-Вандом (1428—1477), сын Людовика I
- 1477—1495 : Франсуа де Бурбон-Вандом (1470—1495), сын предыдущего, граф де Вандом, де Сен-Поль, де Марль, де Суассон и ди Конверсано
  - 1477—1484 : из-за несовершеннолетия предыдущего графство находится под опекой Луи де Жуайеза, супруга сестры предыдущего, Жанны де Вандом.
- 1495—1537 : Карл де Бурбон (1489—1537), сын предыдущего, граф, затем 1-й герцог Вандомский
В 1514 графство Вандом было возведено в герцогство-пэрство.
  - 1495—1546 : Мария Люксембургская (ум. 1546), как вдова Франсуа де Бурбона, пользовалась герцогством на правах узуфруктуария.
- 1537—1562 : Антуан де Бурбон (1518—1562), герцог Вандомский, король Наварры с 1555 по браку с Иоанной III д’Альбре
- 1562—1589 : Генрих IV де Бурбон (1533—1610), герцог Вандомский, король Наварры (Генрих III) с 1563, король Франции (1589—1610)
  - В 1589 году Генрих IV присоединил герцогство к короне; в 1598 году он отдал его, уже в качестве апанажа, своему узаконненому сыну Сезару (см. ниже).

## Герцоги Вандомские (апанаж)

Герб Бастардов де Вандом

- 1598—1665: Сезар де Вандом (1594—1665), внебрачный сын Генриха IV и Габриэль д'Эстре
- 1665—1669: Людовик де Вандом (1612—1669), сын предыдущего, женат на Лауре Манчини, племяннице Кардинала Мазарини
- 1669—1712: Луи Жозеф де Вандом (1654—1712), сын предыдущего
- 1712—1727: Филипп де Вандом (1655—1725), брат предыдущего
  - В 1712 году Людовик XIV аннексировал Вандомуа по причине того, что Филипп де Вандом, являясь Рыцарем Мальтийского ордена не имел права иметь владения.
- 1771—1789: включён в апанаж графа Прованского, будущего Людовика XVIII.

## Титулярные герцоги
- Эммануэль Орлеанский (1872—1931)
- Жан Орлеанский (род. 1965)